# عبد السلام الصديقي
عبد السلام الصديقي، من مواليد 31 ديسمبر 1951 بمدينة تازة المغربية، اقتصادي ورجل سياسة مغربي. يشغل حاليا وزيرا للتشغيل و الشؤون
الاجتماعية ضمن حكومة بنكيران الثانية وذلك منذ العاشر من أكتوبر 2013، خلفا لعبد الواحد سهيل.